# Tanzania yellapragadai
Tanzania yellapragadai — вид аранеоморфних павуків родини павуків-стрибунів (Salticidae). Описаний у 2022 році. Перший представник роду, що виявлений в Азії (всі інші види поширені в Африці).

## Назва
Вид названо на честь індійського біохіміка Єллапрагади Суббарао (1895—1948). Він відкрив функцію АТФ як джерела енергії в клітині, а також розробив метотрексат, один із перших хіміотерапевтичних агентів, який досі широко використовується для лікування раку та різних аутоімунних захворювань.

## Поширення
Ендемік Індії. Поширений в штаті Гуджарат на заході країни.